# Zahodni Kozjak
Zahodni Kozjak este o arie protejată (arie specială de conservare — SAC, sit de importanță comunitară — SCI) din Slovenia întinsă pe o suprafață de 1.627,67 ha, integral pe uscat.

## Localizare
Centrul sitului Zahodni Kozjak este situat la coordonatele 46°37′01″N 15°05′24″E / 46.6169°N 15.0899°E.

## Înființare
Situl Zahodni Kozjak a fost declarat sit de importanță comunitară în aprilie 2013 pentru a proteja 1 specie de animale. Situl a fost protejat și ca arie specială de conservare în aprilie 2015.

## Biodiversitate
Situată în ecoregiunea continentală, aria protejată conține 3 habitate naturale: Pajiști cu Molinia pe soluri calcaroase, turboase sau argilos-nămoloase (Molinion caeruleae), Pante stâncoase silicioase cu vegetație casmofită, Păduri pe pante, grohotișuri și ravene de Tilio-Acerion.
La baza desemnării sitului se află o specie protejată de  nevertebrate: fluturele flitirar (Euphydryas maturna).